# 凱迪拉克CT6
CT6（全名為 Cadillac Touring 6），為凱迪拉克2016年至2019年製造的大型豪華轎車，相比同級距的XTS 長寬分別增加了30至50毫米。CT6 最早於2015年紐約國際車展亮相並以2016年份車型開始在美國銷售。它是凱迪拉克在總裁約翰·德·尼琛領導下進行品牌更名策略後的第一款車型， 也是繼1996年Fleetwood停產後的全尺後驅車種。它與尺寸較小的CTS所使用的平台不同，但一樣能選配全輪驅動或後輪驅動。除了以北美和中國為主要市場外，CT6還有在歐洲、韓國、日本、以色列和中東地區銷售。

## 總覽

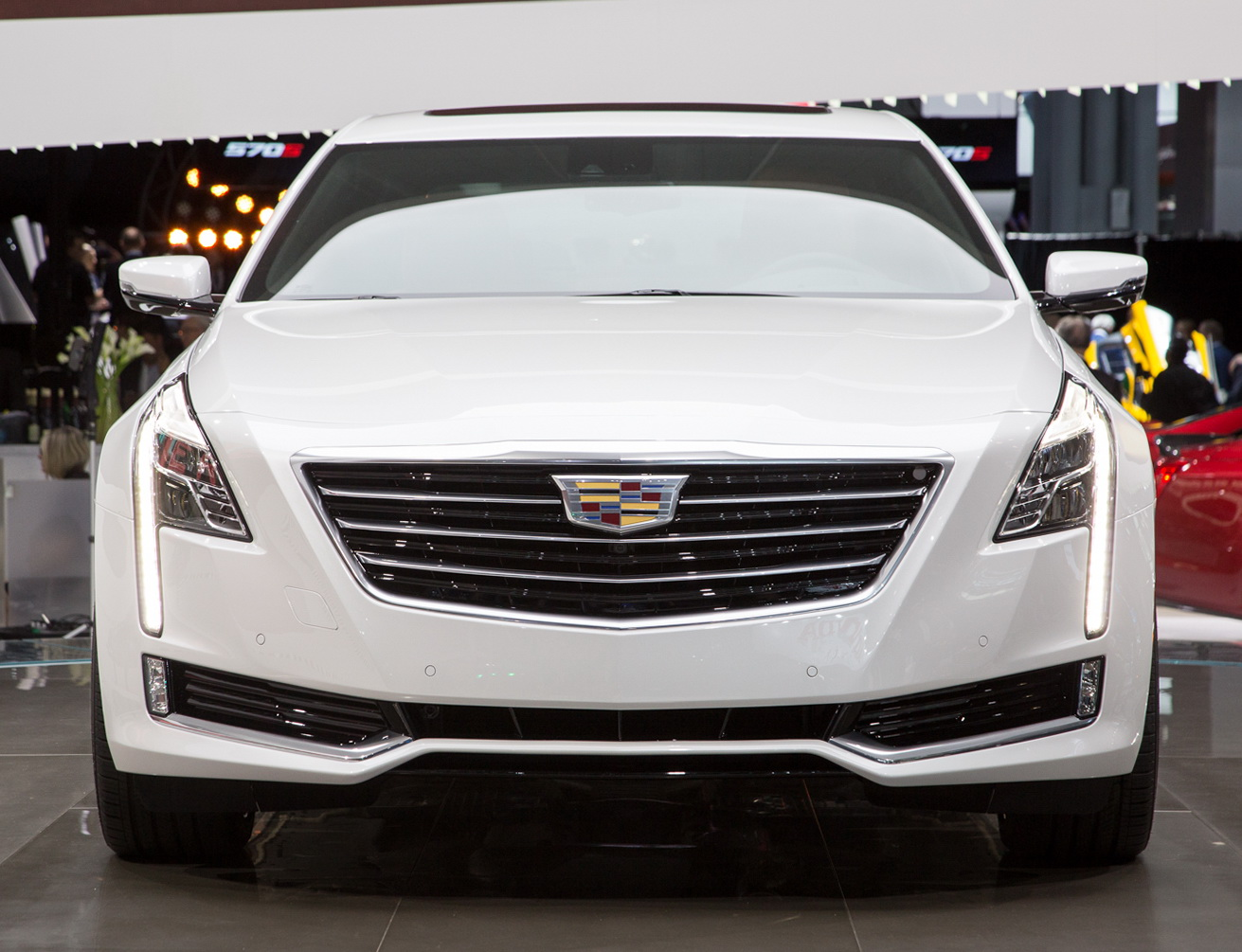
CT6 車頭

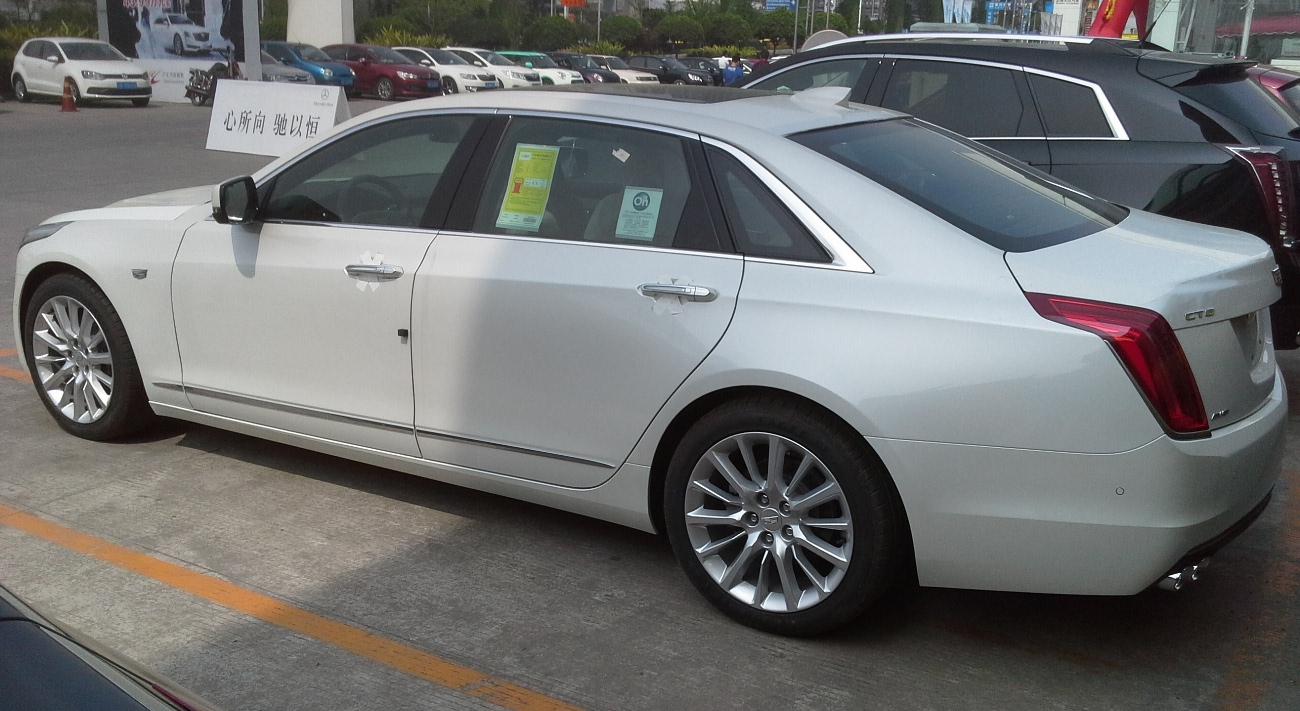
CT6車尾

CT6比XTS來得更長更寬，內部空間也大幅提升。結構方面使用鐵鋁混合物，故比同級距其他車款輕。目前全尺寸車型有前驅的XTS與後驅 CT6 ，兩者一同販售。
除了基本款CT6之外，另外還有三款分別為“豪華版”、“豪華進階版”和“鉑金版”。CT6 目前為凱迪拉克的旗艦車款（等級界於寶馬五系列與七系列間），有傳言後續會推出更大級距、更豪華的CT8（如同賓士S-class）。不過在2016年4月，又傳聞為了市場轉向於豪華SUV車型，凱迪拉克取消了CT8的計畫，然而官方尚未證實。
CT6 在通用汽車的底特律/哈姆特拉米克組裝廠製造，2016年3月11日，該廠生產的第一輛 CT6 以高達$200,000美金的價格拍賣成交，該車為鉑金版，顏色為金屬黑。

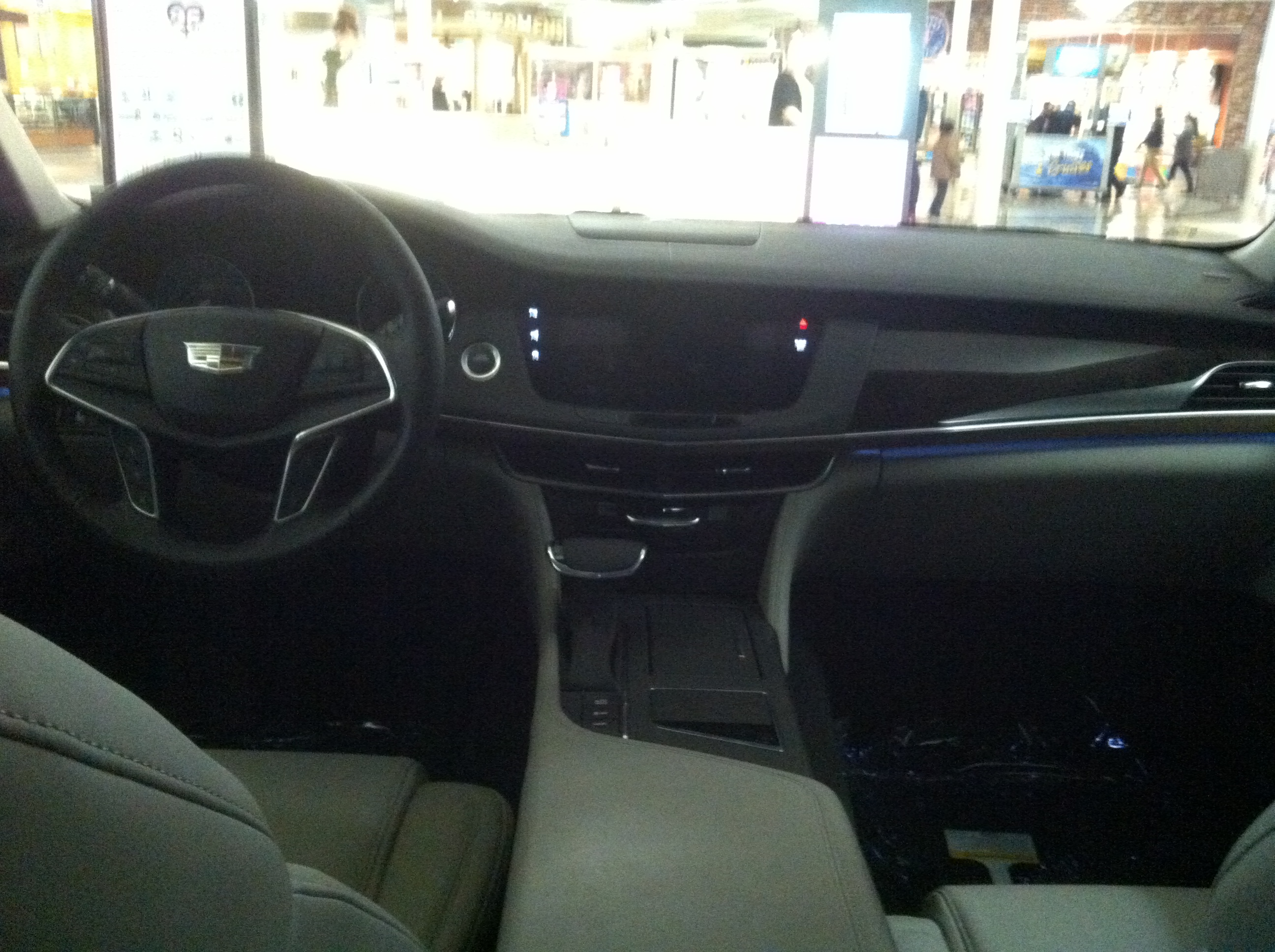
CT6內裝

CT6 採用了第二代全新CUE系統, 車內還配有4G LTE 以及34個博士音響的揚聲器。凱迪拉克再一次提供了夜視功能，這是繼2004年DTS停產後第一輛使用此功能的車款；另外CT6還有配備自動巡航控制系統、電磁懸掛。CT6最大的主打項目在於他的「鏡頭後視鏡」，車尾廂蓋有個鏡頭，可以直接串流影像並顯示在螢幕後視鏡上，將呈現車尾後的道路狀況而避免後座乘客與「C柱」所產生的死角。座椅可以進行14（可選配至16或20）種調整，包括按摩功能以及冷熱溫度調整。前座椅背還有可伸縮式10吋LCD螢幕，可將光碟插入頭枕內並播放藍光影片，此設計皆來自於Escala概念車。

### 動力總成
CT6最初有三種動力配置可供選擇，四缸2.0升渦輪和兩個V6引擎分別為3.0升與3.6升雙渦輪，提供404匹馬力與542的扭力（N⋅m）。 至於4.2升V8引擎不久後應將上市。

### CT6 PHEV
插電式混合動力的CT6在2015年上海車展上首次亮相，該動力將一臺198千瓦（266匹馬力）2.0升渦輪增壓4缸直噴汽油引擎與一台雙馬達120千瓦PHEV變速箱和一台液冷18.4千瓦時鋰離子電池結合在一起。總功率為250 kW（335 匹馬力）。引擎等零件在美國製造，最後移至中國上海金橋鎮組裝。CT6 PHEV 於2016年12月在中國市場上市。美國則是於2017年第二季開始。中國的售價為基本款558,800人民幣, 旗艦版658,800元人民幣，美國則是美金76,090元
CT6 PHEV 為一個2.0升渦輪增壓四缸汽油引擎結合兩個電動機與一個18.4千瓦時的鋰離子電池組，成為一個e-CVT系統，總輸出為449匹馬力，能夠在5.6秒內加速到62英里/小時。預計全車電力可供行駛距離為37英里（60公里）。

### 創新科技
CT6 是第一款採用使用杜比DTS環繞聲技術的博士音響設備。最高可到34個揚聲器，包括前排座椅頭枕上，以及從儀表板中心縮回的電動中央聲道揚聲器，該系統使用博士音響的環繞聲科技,以及Panaray系列專業音箱設計，整車有三個配置：8個揚聲器Bose高級音響系統、10個揚聲器Bose Centerpoint環繞聲系統，與最高配34個揚聲器的 Bose Panaray環繞聲系統。
CT6的另一項創新是後視鏡攝像頭，通過串流到後視鏡上的螢幕，可將車輛後方的路況顯示給駕駛員。這也是第一款在後視鏡上安裝後視鏡頭的車輛。
自2016年EscaladePlug-In Hybrid 以來，CT6 版的 Plug-In Hybrid 於中國上市，成為凱迪拉克在中國的第一款混合動力車。CT6 Plug-In Hybrid 將基本款的2.0升渦輪增壓直列四缸（I4）引擎與PHEV結合，EPA燃料經濟性評級為全功率時的 64 MPG，與混合動力模式下的 27 MPG。經EPA認證的電動行駛里程為31英里，而引擎和PHEV的總行程範圍超過440英里。該系統共同生產335馬力和432磅英尺的扭矩。這款車不僅會在美國銷售，還會在中國銷售。 2017年式CT6 Plug-In Hybrid的定價起價為75,095美元。
從2017年開始，凱迪拉克自動巡航系統將成為「鉑金版」的標準配備，另外也可自費5,000美元選配。

## 銷售
| 年分 | 美國   | 中國   |
| ---- | ------ | ------ |
| 2016 | 9,169  | 5,830  |
| 2017 | 10,542 | 11,917 |
| 2018 | 9,668  | 17,223 |
| 2019 | 7,951  | 22,637 |
| 2020 | 3,117  | 21,689 |
| 2021 |        | 17,715 |

## 另請參見
- 凱迪拉克CT5
- 凱迪拉克CTS
- 凱迪拉克XTS
- 美國凱迪拉克官方網站 （页面存档备份，存于）
- 中國凱迪拉克官方網站 （页面存档备份，存于）